# Liste der Biografien/Esh
Liste der Biografien |
Portal Biografien |
Personensuche
# |
A |
B |
C |
D |
E |
F |
G |
H |
I |
J |
K |
L |
M |
N |
O |
P |
Q |
R |
S |
T |
U |
V |
W |
X |
Y |
Z |
?
 
Ea |
Eb |
Ec |
Ed |
Ee |
Ef |
Eg |
Eh |
Ei |
Ej |
Ek |
El |
Em |
En |
Eo |
Ep |
Eq |
Er |
Es |
Et |
Eu |
Ev |
Ew |
Ex |
Ey |
Ez
 
Esa |
Esb |
Esc |
Esd |
Ese |
Esf |
Esg |
Esh |
Esi |
Esk |
Esl |
Esm |
Esn |
Eso |
Esp |
Esq |
Esr |
Ess |
Est |
Esu |
Esw |
Esz
Die Liste der Biografien führt alle Personen auf, die in der deutschsprachigen Wikipedia einen Artikel haben. Dieses ist eine Teilliste mit 38 Einträgen von Personen, deren Namen mit den Buchstaben „Esh“ beginnt.

## Esh
- Esh, Shaul (1921–1968), israelischer Historiker

### Esha
- Eshaghian, Tanaz (* 1974), US-amerikanische Filmregisseurin
- Esham (* 1973), amerikanischer Rapper
- Eshata, Awaka (* 1999), israelischer Fußballspieler

### Eshb
- Eshbach, Lloyd Arthur (1910–2003), US-amerikanischer SF-Autor und Herausgeber

### Eshe
- Eshel, Amir (* 1959), israelischer General und Luftwaffenkommandeur
- Eshel, Aryeh (1912–1968), israelischer Diplomat
- Eshel, Hanan (1958–2010), israelischer Archäologe und Qumranforscher
- Eshel, Tamar (1920–2022), israelische Politikerin
- Eshelby, John D. (1916–1981), britischer Ingenieur
- Eshelman, Raoul (* 1956), deutscher Slawist
- Eshenko, Pearson (* 1997), kanadischer Volleyballspieler
- Eshet, Maya (* 1990), israelische Schauspielerin und Synchronsprecherin
- Eshet, Mili (* 1993), israelische Schauspielerin und Synchronsprecherin
- Eshete, Jade, US-amerikanische SchauspielerinJade Eshete

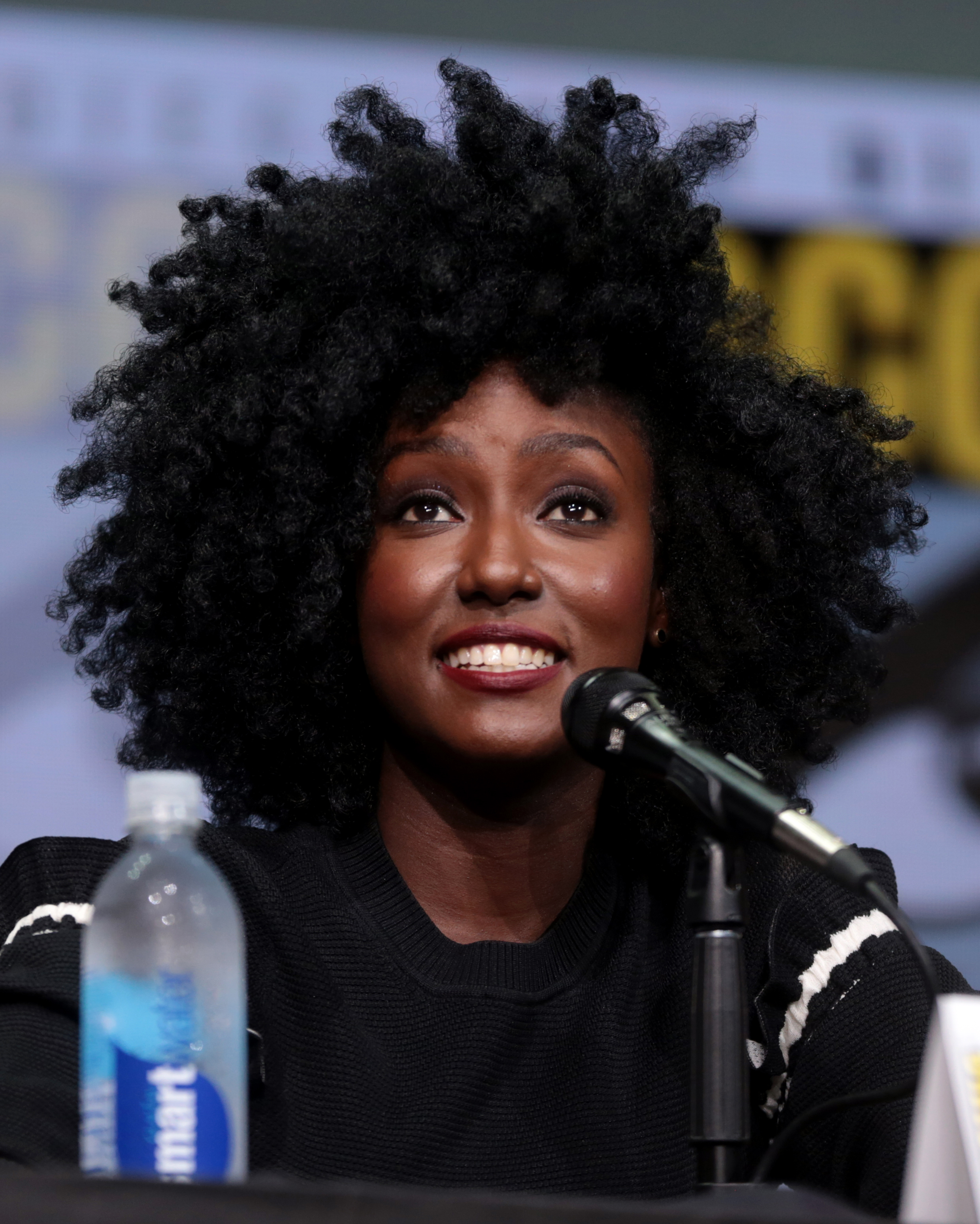
Jade Eshete

- Eshete, Shitaye (* 1990), bahrainische Langstreckenläuferin äthiopischer Herkunft
- Eshetu, Abiyot (* 1990), äthiopische Marathonläuferin
- Eshetu, Theo (* 1958), britischer Dokumentarfilmer, Video- und Installationskünstler

### Eshh
- Eshhar, Zelig (* 1941), israelischer Immunologe und emeritierter Professor des Weizmann-Instituts für Wissenschaften

### Eshk
- Eshkeri, Ilan (* 1977), britischer FilmkomponistIlan Eshkeri (* 1977)

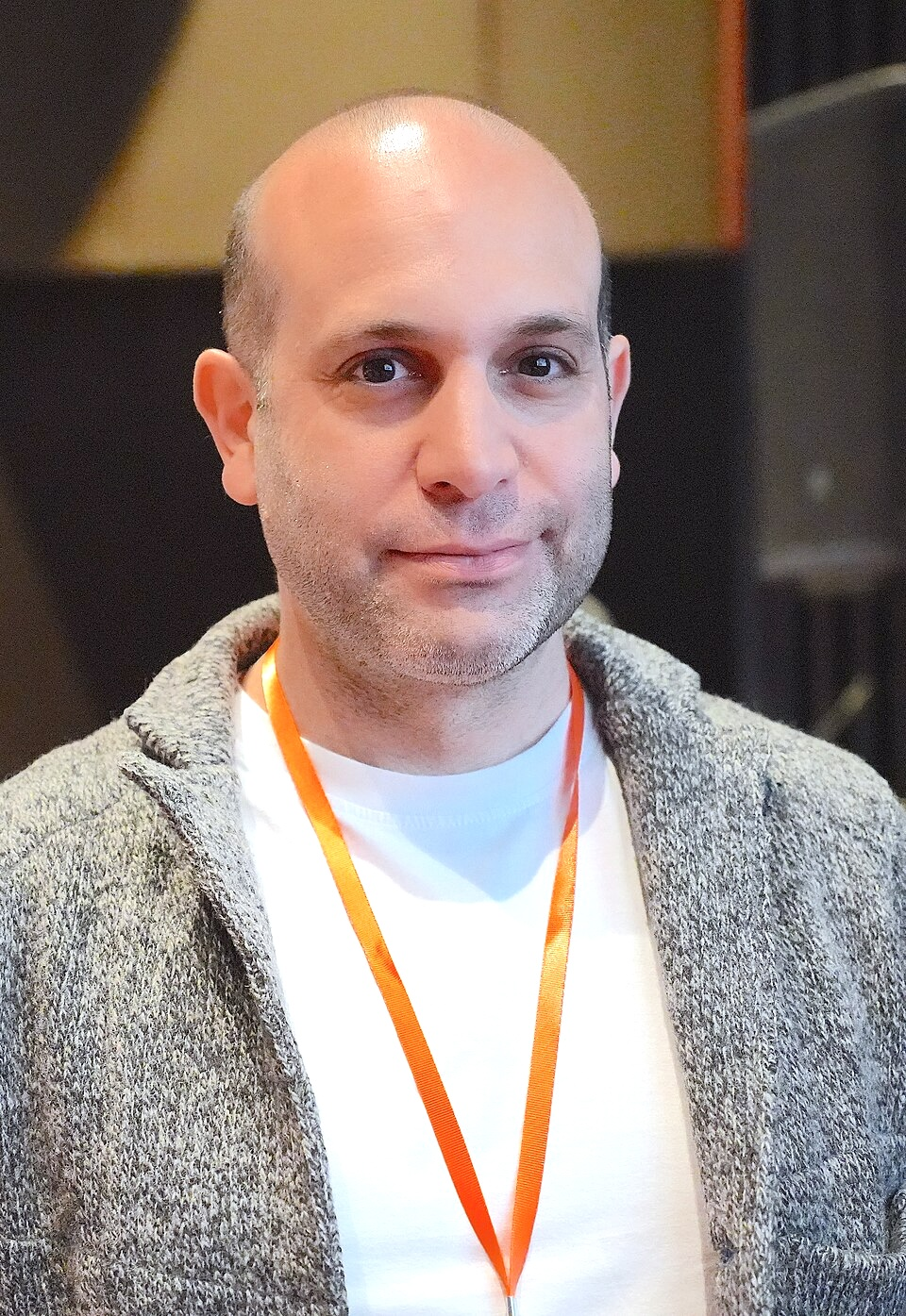
Ilan Eshkeri (* 1977)

- Eshkevari, Hassan Yussefi (* 1949), schiitischer Geistlicher, Schriftsteller und Philosoph
- Eshkol, Noa (1924–2007), israelische Tänzerin, Tanzpädagogin und Künstlerin

### Eshl
- Eshleman, Clayton (1935–2021), US-amerikanischer Dichter, Übersetzer, Herausgeber und Hochschullehrer
- Eshleman, David (1947–2021), US-amerikanischer Kommunalpolitiker und Rennfahrer
- Eshleman, Edwin Duing (1920–1985), US-amerikanischer Politiker
- Eshleman, John Morton (1876–1916), US-amerikanischer Politiker

### Esho
- Eshontoʻrayeva, Sora (1911–1998), usbekisch-sowjetische Theater- und Filmschauspielerin
- Eshoo, Anna (* 1942), US-amerikanische Politikerin

### Eshp
- Eshpari, Qader (* 1967), afghanischer Sänger

### Eshq
- Eshqi, Nasim (* 1982), iranische Bergsteigerin und Frauenrechtlerin

### Eshr
- Eshraghi, Zahra (* 1964), iranische Menschenrechtsaktivistin
- Eshrat, Hamed (* 1979), deutsch-iranischer Grafiker und Comickünstler

### Esht
- Eshtiwi, Mohamed (* 1985), libyscher Gewichtheber

### Eshu
- Eshuijs, Jo (1885–1979), niederländischer Fußballspieler
- Eshun, Kodwo (* 1967), britischer Schriftsteller und Journalist
- Eshun, Linda (* 1992), ghanaische Fußballspielerin
- Eshun, Robert (1974–2023), ghanaischer Fußballspieler
- Eshuys, Margriet (1952–2022), niederländische Popsängerin